# Клане край Вормут
Клането край Вормут (на френски: Massacre de Wormhout), или Вормутско клане, е военно престъпление, извършено през Втората световна война край Вормут, Франция.
На 28 май 1940 г. 2-ри батальон командван от Хауптщурмфюрер Вилхелм Монке, част от пехотен полк Либщандарт СС Адолф Хитлер командван от Йозеф Дитрих, убиват около 80 британски военнопленници. Убитите са войници от 2-ри батальон на кралския йорвикширски полк, чеширски полк, от кралската артилерия и френски войници отговарящи за военния склад в близката ферма.
Британските войници са част от ариергарда на 48-а дивизия от Британския експедиционен корпус отстъпващ към Дюнкерк. След битката те са пленени. Заведени са в плевня на известно разстояние от Вормут. След това СС войниците хвърлят няколко гранати, които убиват и раняват много от пленниците. Оцелелите са извеждани по петима и са разстрелвани. 15 души оцеляват, открити са по-късно от редовната германска армия. Раните им са лекувани преди да бъдат прехврълени в лагер за военнопленници.
Вилхелм Монке е обвинен за организатор, но никога не е съден. Делото е отворено отново през 1988 г. след кампания на член на британския парламент Джеф Рукър, но германският прокурор заключава, че няма достатъчно доказателства, за да повдигне обвинение.